# فيرنر مولر (أستاذ جامعي)
فيرنر مولر (بالألمانية: Werner Müller)‏ هو رياضياتي ألماني، ولد في 1949 في Großschönau, Saxony ‏ في ألمانيا.